# High Offley
High Offley is een civil parish in het bestuurlijke gebied Stafford, in het Engelse graafschap Staffordshire.

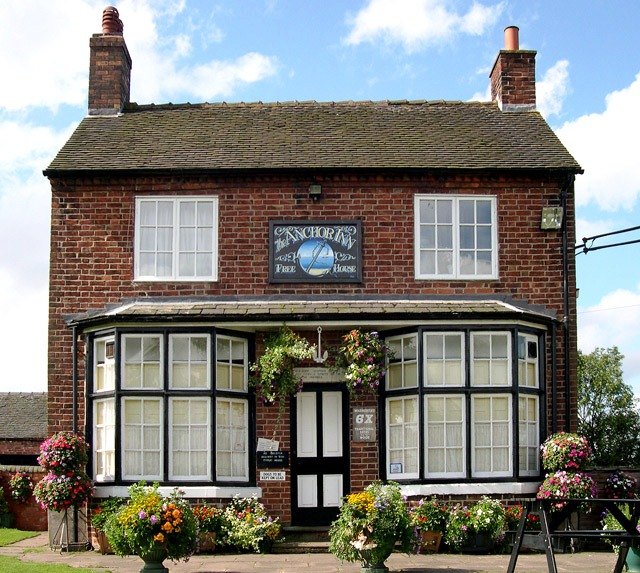
Anchor Inn, High Offley